# Роботікс Інженерія
ТОВ «КБ Роботікс Інженерія»— компанія, яка спеціалізується на впровадженні робототехніки у діючі виробничі потужності підприємств різних галузей.
Місія компанії полягає в тому, аби значно скоротити витрати своїх замовників на ручну працю, використання нефахових людських та енергоресурсів, запровадити новітні засоби виробництва, які здатні принести власникам виробничих потужностей більші прибутки, при цьому зберігаючи робочі місця робітників за рахунок їхнього кваліфікаційного росту.
Для вирішення виробничих завдань компанія використовує найновіші світові розробки у галузі робототехніки та автоматизації світових лідерів: Panasonic Industrial, Tunkers, Valtra та ін. Використовуючи маніпулятори та засоби автоматизації виробництва своїх партнерів, компанія будує індивідуальні виробничі рішення «під ключ» для своїх замовників, виконує гарантійне та сервісне обслуговування впроваджених технологічних рішень.
Окремим напрямком діяльності компанії є постачання в Україну універсальних засобів для побудови виробничої оснастки (УСП - універсальних складальних пристосувань): зварювальних столів (стапелів), затисків, клампів (clamps), фікстури, струбцин, упорів, кутників та магнітів — без цього неможлива побудова точної оснастки.

## Історія
Компанія заснована в 2008 році, в м. Ірпінь.
В серпні 2009 р. компанія стала партнером німецької TUNKERS Maschinenbau, та займається дистрибуцією її продукції в Україні.
У березні 2022 р. у зв'язку з повномасштабним нападом РФ на Україну, та бойовими діями в місті Ірпінь, компанія прийняла рішення про релокацію на Прикарпаття, до села Татарів.